# 参議院二人区
参議院二人区（さんぎいんににんく）とは、日本の参議院議員通常選挙における定数4人・改選数2人の選挙区。

## 概要
改選議席が2人となるため、 二大政党制に近づくと、第一与党と第一野党の2つの政党で議席を分け合う一方で第三政党が議席を獲得することが難しくなり、無風選挙となりやすい傾向がみられる。
55年体制下においては、熊本県選挙区や鹿児島県選挙区など保守的な選挙地盤である選挙区では自民・保守系候補が二人区で2人当選して議席を独占する事例は珍しくなかった。しかし、55年体制が崩壊し、1990年代の衆議院議員総選挙の選挙制度において小選挙区比例代表並立制が導入されたことで政界再編が起こり、議会第二党が革新政党である日本社会党から、非自民・非共産・自社さ連立政権の流れを汲む新進党、民主党、立憲民主党といった保守政党の流れを一部に汲む政党に代わり、一定の地盤を持つ有力保守系政治家、保守系候補が出てきたことによって、自民党が二人区において議席を独占することは難しくなった。
二人区において公認候補2人が当選して議席を独占したのは1998年の第18回参議院議員通常選挙における群馬県選挙区と鹿児島県選挙区における自民党が最後となっている（2001年の第19回参議院議員通常選挙の広島県選挙区では保守系無所属候補と自民党候補が当選し、保守系無所属議員が6ヶ月後に自民党に入党したことで、結果的に議席独占になった例がある）。
また、野党勢力の候補が二人区で独占した例としては、1995年の第17回参議院議員通常選挙における北海道選挙区や長野県選挙区や1998年の第18回参議院議員通常選挙における京都府選挙区など、数は少ないながらも存在する。また、与党系議員が失職し、補選が行われた結果野党系が独占した例がある（時系列は野党系が議席を独占した時点が早い順である）。
- 2019年の第25回参議院議員通常選挙の広島県選挙区では野党系無所属候補と自民党候補が当選したが、自民党議員が当選無効（河井夫妻選挙違反事件）。2021年4月の再選挙で野党系無所属候補が当選したことで、結果的に議席独占になった。
- 2016年の第24回参議院議員通常選挙の静岡県選挙区では自民党候補（岩井茂樹）と民進党候補（平山佐知子、後に野党系無所属（無会派）→完全な無所属）が当選したが、岩井が2021年10月の静岡県知事選挙に出馬し失職。補選が行われた結果、野党系（立憲民主党・国民民主党推薦）無所属（山﨑真之輔）が当選し、出自が野党系の無所属議員が議席を独占した。ただし、平山は2020年9月および2021年10月・11月の首班指名選挙では、いずれも自由民主党の首班候補（菅義偉・岸田文雄）に投票し、第26回参議院議員通常選挙では与野党含め全ての政治団体の公認・推薦・支持を受けずに立候補している（結果平山は当選。全国で唯一国政政党の推薦・支持を受けない完全無所属候補者の当選者であった）。そのため平山の出自こそは野党系無所属であるものの、完全な野党系の独占であったとは言い難い。

新進党が解党して非自民勢力が民主党を中心とするようになった1998年以降に二大政党以外の第三勢力が二人区で議席を獲得した例としては2013年の第23回参議院議員通常選挙におけるみんなの党による宮城県選挙区、日本共産党による京都府選挙区、日本維新の会による兵庫県選挙区、2019年第25回参議院議員通常選挙における日本共産党による京都府選挙区、2025年の第27回参議院議員通常選挙における参政党による茨城県選挙区、日本維新の会 (2016-)による京都府選挙区がある。

### 参議院二人区の例
参議院二人区（4選挙区）
- 茨城県選挙区（1947年 - ）
- 静岡県選挙区（1947年 - ）
- 京都府選挙区（1947年 - ）
- 広島県選挙区（1947年 - ）

かつての参議院二人区
| - 北海道選挙区（1995年 - 2013年） - 宮城県選挙区（1995年 - 2013年） - 福島県選挙区（1947年 - 2010年） - 栃木県選挙区（1947年 - 2004年） - 群馬県選挙区（1947年 - 2004年） - 埼玉県選挙区（1947年 - 1992年） - 千葉県選挙区（1947年 - 2004年） - 神奈川県選挙区（1947年 - 1992年） - 新潟県選挙区（1947年 - 2013年） | - 長野県選挙区（1947年 - 2013年） - 岐阜県選挙区（1995年 - 2010年） - 兵庫県選挙区（1995年 - 2010年） - 岡山県選挙区（1947年 - 1998年） - 福岡県選挙区（1995年 - 2010年） - 熊本県選挙区（1947年 - 1998年） - 鹿児島県選挙区（1947年 - 1998年） |